# 2-га канадська дивізія

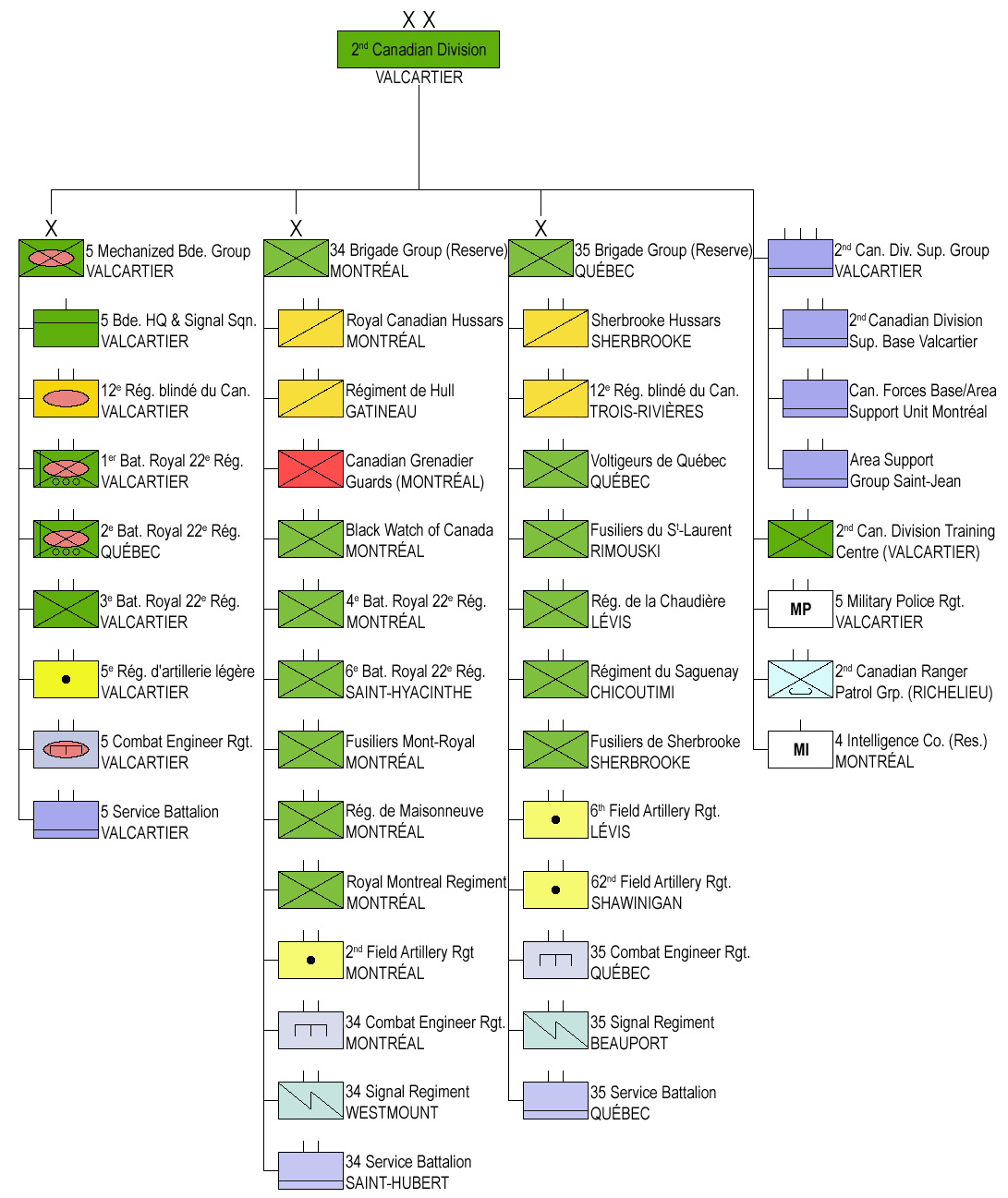
2-й Канадський дивізіон-структура

2-га канадська дивізія (англ. 2nd Canadian Division) — це одне з шести основних формувань підпорядкованих генеральному штабу Канадської армії в Оттаві. 2-й Канадський дивізіон відповідає за всі армійські і резервні частини розташовані в провінції Квебек, головний штаб знаходиться в Монреалі, Квебек. Його роль, як і трьох інших дивізіонів, забезпечення багатоцільової бойової готовності сухопутних військ Канади. Війська 2-го Канадського дивізиону можуть бути використані в сполученні з іншими в різних операціях, внутрішніх і зовнішніх.
Структура:
| штаб 2-го Канадського дивізіону (Монреаль)             | 4-та (резервна) розвідувальна рота (Монреаль) | 4-й полк інженерної допомоги (Валькартьє)               | Тренувальний центр 2-го Канадського дивізиону (Валькартьє) |
| 5-та механізована група-бригада (Валькартьє)           | 2-й Канадський допоміжний дивізіон (Монреаль) | 34 -та (резервна) механізована група-бригада (Монреаль) | 35-та (резервна) механізована група-бригада (місто Квебек) |
| 2-га (резервна) група рейнжерів (Саін-Жан-Сюр-Рішелью) |                                               |                                                         |                                                            |

| Частина                                 | Тип                        | База                        |
| --------------------------------------- | -------------------------- | --------------------------- |
| 1-й батальйон 22-го Королівського полку | Механізована піхота        | BFC Valcartier (Валькартьє) |
| 2-й батальйон 22-го Королівського полку | Механізована піхота        | Цитадель міста Квебек       |
| 3-й батальйон 22-го Королівського полку | Легка піхота і парашутисти | BFC Valcartier (Валькартьє) |
| 5-й Канадський полк легкої артилерії    | Артилерія                  | BFC Valcartier (Валькартьє) |
| 12-й Канадський танковий полк           | Танки                      | BFC Valcartier (Валькартьє) |
| 5-й полк армійської інженерії           | армійська інженерія        | BFC Valcartier (Валькартьє) |
| 5-й Канадський допоміжний батальйон     | допоміжні частини          | BFC Valcartier (Валькартьє) |